# Municipio de General Francisco R. Murguía
El municipio de General Francisco R. Murguía es uno de los 58 municipios del estado mexicano de Zacatecas. Tiene una extensión territorial de 4,988 km² y su cabecera municipal es la localidad de Nieves.

## Geografía
General Francisco R. Murguía se localiza en la zona noroccidente del estado de Zacatecas, sus límites territoriales son al este con el municipio de Mazapil, al sureste con el municipio de Villa de Cos, al sur con el municipio de Río Grande y al oeste con el municipio de Juan Aldama; al norte limita con el municipio de Santa Clara, el municipio de General Simón Bolívar y el municipio de San Juan de Guadalupe del estado de Durango. Su extensión territorial total es de 4,988 kilómetros cuadrados.

### Orografía e hidrografía
El territorio del municipio es plano con varias cadenas montañosas que lo atraviesan, las principales se encuentra hacia el sureste del territorio cercano a los límites municipales con Villa de Cos y es denominada como Sierra de Guadalupe, en esta serranía se encuentra el punto más elevado del municipio, el Cerro Los Amoles, que alcanza 2,650 metros sobre el nivel del mar y es la octava elevación del estado de Zacatecas.
El municipio es mayormente desértico y no existen cuerpos de agua como lagos o lagunas, sin embargo es cruzado de sur a norte por el río Aguanaval,(en mapas muy antiguos este río aparece con el nombre de río del Buen Aval) uno de los principales de la región y que en ocasiones recibe el nombre local de Río de Nieves, por el nombre de la cabecera municipal por la que cruza, el Aguanaval ingresa al municipio proveniente del de Río Grande y continúa hacia el norte al estado de Durango, existen además otras corrientes menores que descienden de la serranía; Más de la mitad oeste del territorio municipal pertenece a la Cuenca del río Aguanaval de la Región hidrológica Nazas-Aguanaval, el extremo noroeste pertenece a la Cuenca Camacho-Gruñidora y el resto a la Cuenca Fresnillo-Yesca, ambas de la Región hidrológica El Salado.

### Clima y ecosistemas
En el territorio del municipio de General Francisco R. Murguía se registran tres diferentes tipos de clima: una banda central de territorio en sentido norte-sur, registra una clima Seco semicálido, todo el resto del territorio hacia el este de esta franja y un sector al oeste de la misma tienen clima Seco templado, finalmente el extremo oeste del territorio tiene un clima Semiseco templado; la temperatura media anual sigue un patrón similar, la franja central ya mencionada, y que corresponde al curso del río Aguanaval, registra un clima entre 18 y 20 °C, el territorio a ambos lados de esta zona tiene un promedio entre 16 y 18 °C, existen además dos zonas, una al este y otra al oeste, en las serranías elevadas, en que la temperatura media anual se encuentra entre 14 y 16 °C; todo el municipio registra una precipitación promedio anual de 300 a 400 mm, a excepción de dos zonas, la más occidental y la zona elevada de la Sierra de Guadalupe, donde el promedio es de 400 a 500 mm.

## Demografía
Los resultados del Conteo de Población y Vivienda de 2020 realizado por el Instituto Nacional de Estadística y Geografía, dan como resultado que en el municipio de General Francisco R. Murguía habitan un total de 20,191 personas, que son 9,774 hombres y 10,417 mujeres; por lo que índice de población masculina es de 48.4%, el tercero más bajo del estado de Zacatecas, una de las principales razones para esto es la elevadas migración de varones que existe en el municipio, la tasa de crecimiento anual de 2015 a 2020 fue de -1.7%, 32.3% de los habitantes son menores de 15 años de edad y el 58.4% se encuentra entre los 64 y los 15 años de edad, el 26.5% de los pobladores residen en localidades de más de 2,500 habitantes y únicamente el 0.2% de los habitantes mayores de 5 años de edad son hablantes de alguna lengua indígena.

### Localidades
General Francisco R. Murguía tiene un total de 70 localidades, las principales y el número de habitantes en 2020 son las siguientes:
| Localidad                             | Población |
| Total Municipio                       | 20 191    |
| Nieves                                | 5 844     |
| La Laguna (La Laguna Valenciana)      | 1 044     |
| Santa Rita                            | 1 023     |
| Francisco I. Madero (Colonia Madero)  | 786       |
| Luis Moya                             | 772       |
| Cieneguilla (Noria y Cieneguilla)     | 732       |
| Independencia San Martín (San Martín) | 677       |
| San Lucas                             | 633       |
| Villa Cárdenas                        | 546       |

## Política
El gobierno del municipio le corresponde, como en todos los municipios de México, al ayuntamiento, estando éste conformado por el presidente municipal, un síndico y el cabildo compuesto por doce regidores, siendo ocho electos por mayoría y cuatro por el principio de representación proporcional; el ayuntamiento es electo mediante voto universal, directo y secreto para un periodo gubernamental de tres años no renovables para el periodo inmediato pero sí de manera no consecutiva, todo entran a ejercer su cargo el día 15 de septiembre del año de la elección.

### Subdivisión administrativa
El municipio se divide en cuatro delegaciones municipales, cuyos titulares son electos mediante voto directo y universal en las localidades donde tienen sede; además en la cabecera municipal el ayuntamiento nombra a cuatro delegados, uno en cada uno de los cuarteles en que se divide la población.

### Representación legislativa
Para la elección de Diputados al Congreso de Zacatecas y al Congreso de la Unión, el municipio de General Francisco R. Murguía se encuentra integrado en los siguientes distritos electorales:
Local:
- XII Distrito Electoral Local de Zacatecas con cabecera en Villa de Cos.

Federal:
- III Distrito Electoral Federal de Zacatecas con cabecera en la ciudad de Zacatecas.[14]